# ストラトフォード＝アポン＝エイヴォン

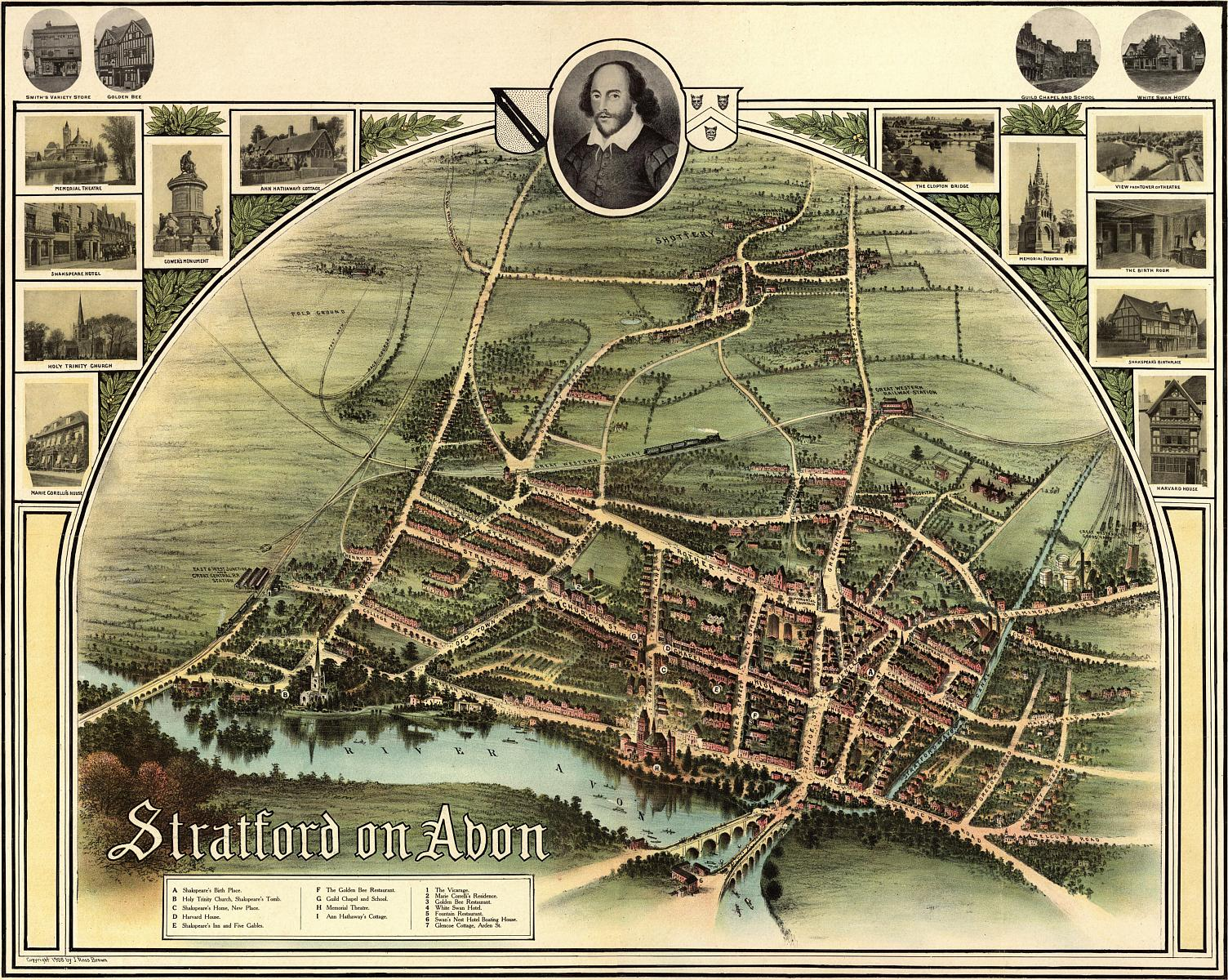
1908年当時の地図

ストラトフォード＝アポン＝エイヴォン（英: Stratford-upon-Avon）は、イングランド中部のウォリックシャーにあるタウンかつ行政教区。
エイヴォン川に面している。
2019年の人口は3万466人。
文豪ウィリアム・シェイクスピアの故郷として世界的に知られており、多くの観光客が訪れる。年間250万人の観光客が訪れる。

## 産業
観光以外には、アルミ商品、ナロウボート製造、保険業。テレビ番組制作。イギリスで有名なテレタビーズの制作会社であるラグドール社があり、撮影も町の中心から車で15分程度の所で撮影された。

## 歴史
ストラトフォードはアングロサクソンの起源を持ち、中世には商業都市だった。
この都市に対する最初の認可状が下されたのは1196年であり、町の歴史は800年以上に及ぶ。
ストラトフォードの名は古英語で"street"を意味するstrǣtと河を渡る道を示すford(フォード (川))の組み合わせに由来する。
その "street"とはフォッシーの道とイクニールド街道というローマ街道のことである。
1769年、俳優デイビッド・ギャリックは盛大なシェイクスピア記念祭を行った。
3日を越えるこの記念祭では巨大なロタンダが建設され、多くの観光客が殺到した。
このシェークスピア崇拝現象はストラトフォードの観光業に大きく貢献した。

## 交通
ストラトフォードは英国第二の都市バーミンガムから35kmの距離にあり、M40モーターウェイの15ジャンクションから簡単にアクセスできる。
1987年6月22日にStratford Northern Bypassが開通した。
ストラトフォード・アポン・エイヴォン駅はバーミンガム(バーミンガム・スノーヒル駅、バーミンガム・ムーア・ストリート駅)やロンドンとつながっており、メリルボーン駅から1日につき最高7本の直通列車が走っている。
ストラトフォード・アポン・エイヴォン・パークウェイ駅は2013年3月19日に町の北部にオープンした。
ストラトフォード・アポン・エイヴォン・アンド・ボロードウェイ線協会は後のブロードウェイまでの拡張により、ストラトフォード・アポン・エイヴォンからハニーボーン駅間の廃線の再開通を狙った。
1952年に旅客列車が廃止になるまでの間、ストラトフォード・アポン・エイヴォン・アンド・ミッドランド・ジャンクション線はブリスウォースでストラトフォードとロンドン・アンド・ノース・ウェスタン線の本線をつないでいた。
また、この町はたくさんの自転車専用道路、エイヴォン川につながるストラトフォード・アポン・エイヴォン運河の終着点となっている。
2006年にはパークアンドライドが開始された。
ストラトフォードグリーンウェイは8kmのフリーサイクル道であり、1960年代初頭まで鉄道網の一部であった。
そして、それは現在サストランス、ナショナル・サイクル・ネットワーク(ルートNCR 5とNCR 4)の一部となっている。
この町を起点として、Seven Meadows Roadは最初はグリーンウェーで利用できる自転車レンタルとカフェでウェルフォード・オン・アポンとロング・マーストンへと川沿いに向かうコースとなっている。
バーミンガム国際空港はこの町から北西へ29kmの所にあり、定期便により多くの国の国際空港と結ばれている。

## 観光
ロイヤル・シェイクスピア・カンパニー(Royal Shakespeare Company, RSC)の劇場、ロイヤル・シェイクスピア・シアターのある、ウォーリックシャーのエイヴォン川岸に位置する。
RSCは他に2つの劇場、スワン・シアターとジ・アザー・プレイスを運営する。
このほか、シェイクスピアの生家やニュー・プレイス、ナッシュの家をはじめとするシェイクスピアゆかりの家々が保存・公開されている。
近郊の村であるショッタリーにアン・ハサウェイのコテージがある。

## 教育
公立図書館はアンドリュー・カーネギーの寄付により建てられた。

### 学校
Grammer schools
- キングエドワード6世スクール、"KES" (en)
- ストラトフォード・アポン・エイヴォン女子学校、"Shottery"

College
- Strarford-upon-Avon College

## 姉妹都市
- ストラトフォード、コネチカット州、アメリカ合衆国
- ストラトフォード、オンタリオ州、カナダ
- ストラトフォード、プリンスエドワード島、カナダ
- ドーハ、カタール
- ストラトフォード、ニュージーランド

## 出身人物
- ウィリアム・シェイクスピア - 劇作家、詩人
- サラ・ダグラス - 女優
- エイドリアン・ニューウェイ - レーシングカー・デザイナー

## 備考
- ジョン・ハーバード（英語版）（聖職者、彼の名に因んでハーバード大学は名付けられた）の母は Stratford-upon-Avon 出身。
- オーストラリア、ビクトリア州の Stratford と、カナダ、オンタリオ州の Stratford は、両方とも川沿いに位置し、シェイクスピア祭りを催している。
- 日本人F1ドライバーの佐藤琢磨選手がイギリスでレース生活を始めた際は、市内の夫婦の家で寄宿生活を送っていた。
- マーサ・グライムズの著作『「酔いどれ家鴨」亭のかくも長き煩悶』の舞台となっている。